# Gerhard Breitenberger
Gerhard Breitenberger (Golling an der Salzach, 14 ottobre 1954) è un ex calciatore austriaco, di ruolo difensore.

## Biografia
Suo figlio, Gerhard Breitenberger, è anch'esso un calciatore professionista.

## Carriera

### Club
Ha giocato nella prima divisione austriaca.

### Nazionale
Ha partecipato ai Mondiali del 1978.

## Palmarès

### Club

#### Competizioni internazionali
- Coppa Piano Karl Rappan: 1

VÖEST Linz: 1975